# El Guincho
El Guincho (nom real, Pablo Díaz-Reixa Díaz) és un músic nascut a Las Palmas de Gran Canaria i establert a Barcelona.
Abans de començar la seva carrera en solitari, El Guincho era el bateria del grup "Coconot" i participant en altres grups com "La Orquesta de la Muerte". L'estil del Guincho és música de samplers barrejada amb música tropical i ritmes africans. El Guincho va publicar el seu primer àlbum, Folías, a través d'un segell discogràfic casolà anomenat "DC/Luv Luv". El 2007 llança el seu segon àlbum Alegranza, que va ser ben rebut per la crítica musical espanyola, sent considerat com el tercer millor de l'any 2007 per a la revista musical Rockdelux. L'àlbum serà reeditat pel mateix segell i distribuït per Junk Records.
A partir del 23 de novembre de 2009 va publicar quatre EP amb remescles de dues de les cançons del seu anterior àlbum Alegranza, "Antillas" i "Kalise", on va comptar amb grups com Architecture in Hèlsinki, Delorean o Prins Thomas.
En el segon semestre de 2010, va publicar el seu tercer àlbum, Pop Negro, que el seu primer senzill va ser Bombay. El disc va rebre una excel·lent valoració de la crítica, i va ser triat com a millor treball de l'any per les revistes Mondosonoro i Rockdelux. A més, la segona també va considerar Bombay com la millor cançó espanyola i millor videoclip de l'any.

## Discografia

### Àlbums
- Folías (2006, DC/Luv Luv)
- Alegranza (2007, Discoteca Océano, Junk)
- Pop negro (2010, Young Turks)

### EP
- Antillas 1
- Antillas 2
- Kalise 1
- Kalise 2
- Piratas de Sudamérica, Vol 1